# Bachar Mar-Khalifé

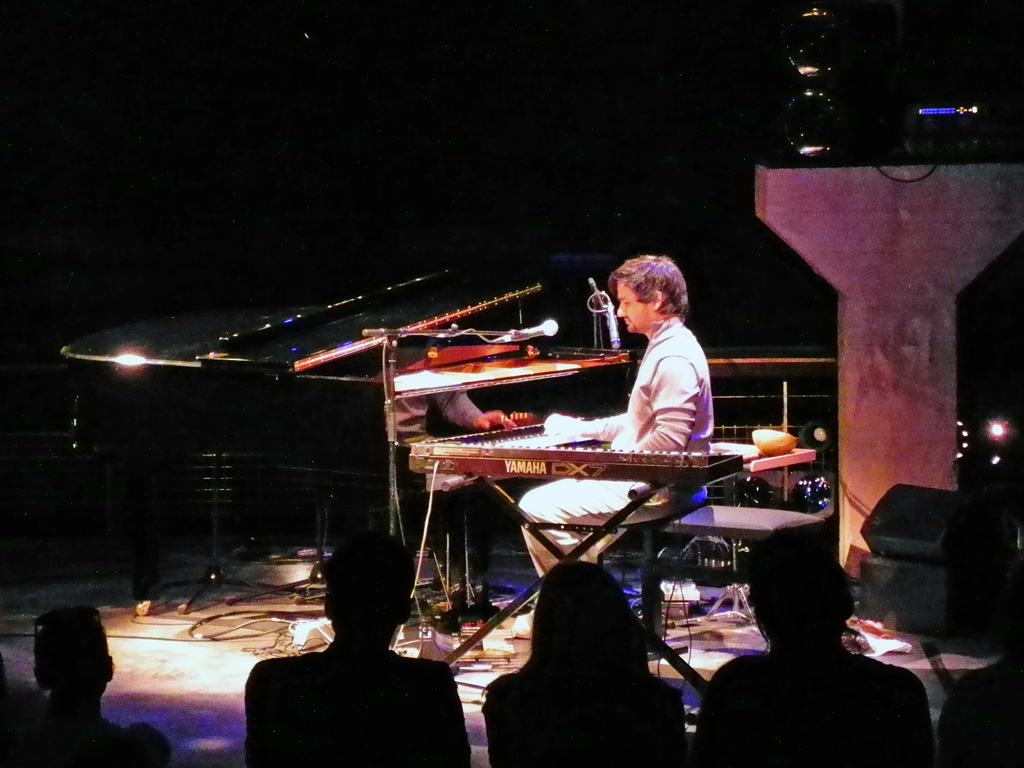
Bachar Mar-Khalifé

Bachar Mar-Khalifé (* 13. Februar 1983 in Beirut, Libanon) ist ein libanesisch-französischer Sänger, Komponist und Multiinstrumentalist.

## Leben
Der Vater von Bachar Mar-Khalifé ist der Musiker Marcel Khalifé. Sein Bruder Rami Khalifé ist ebenfalls Musiker. 1988 floh Bachar vor dem Krieg im Libanon nach Algerien. Von dort aus gelangte er schließlich nach Frankreich. Seit seinem siebten Lebensjahr lebte er zusammen mit seiner Familie in Paris. Dort machte er einen Abschluss am Pariser Konservatorium. Bachar lebt mit der französischen Journalistin Erika Moulet zusammen, mit der er zwei Kinder hat.

## Musik
Die Musik Bachars vereint Orient und westliche Avantgarde. Sein 2015 erschienenes Album Ya Balad bietet eine weite Bandbreite von ironischem Reggae, über elektronische Rhythmen bis hin zu von arabischer Poesie und Chansons beeinflussten Titeln. Im Mai 2018 erschien sein neues Album The Water Wheel A Tribute To Hamza El Din. Der Titel ist eine Referenz auf das Album Water Wheel von Hamza El Din aus dem Jahr 1971.
Als Filmkomponist war er für die Literaturverfilmung Ellbogen (2024) tätig.

## Diskografie
Beim Label Infiné hat Bachar bisher drei Alben und zwei EPs veröffentlicht.

### Alben
- 2010: Oil Slick
- 2013: Who`s Gonna Get The Ball
- 2015: Ya Balad
- 2018: The Water Wheel A Tribute To Hamza El Din (Caroline Records)
- 2020: On / Off

### EPs
- 2012: Machins choses
- 2013: Ya Nas Remixes